# کافه پراگ (تهران)
کافه پراگ یک کافه در شهر تهران بود که در تابستان ۱۳۸۸ افتتاح شد و تا دی ۱۳۹۱ فعال بود. کافه پراگ پاتوق دانشجویان، فعالان و کنشگران و روشنفکران جوان بود. این کافه تا دی ۱۳۹۱ فعال بود و پس از دستور اداره اماکن به نصب دوربین مدار بسته در کافه‌ها، از گذاشتن دوربین سر باز زد و تعطیل شد. این کافه در مجتمع تجاری سامان در بلوار کشاورز تهران قرار داشت.